# 배질 코드
배질 오브리 코드(영어: Basil Aubrey Coad, CB, CBE, DSO & Bar, DL, 1906년 10월 27일 ~ 1980년 3월 26일)는 영국의 군인이다. 그는 제2차 세계대전 직후에 대대, 여단, 사단 지휘를 맡았지만 한국 전쟁 당시 영연방 제27보병여단의 사령관으로 가장 잘 알려져 있다. 육군 소장으로 예편했다.